# Gabriel Cisneros Laborda
Gabriel Cisneros Laborda  (Tarassona, província de Saragossa, 14 d'agost de 1940 - Múrcia, 27 de juliol de 2007) va ser un polític espanyol, un dels pares de la Constitució espanyola.

## Biografia
Llicenciat i doctor en Dret, a més va cursar estudis de Ciències Polítiques i Periodisme. Va aprovar les oposicions al Cos General Tècnic de l'Administració Civil de l'Estat.
Va començar molt jove, als 24 anys, la seva carrera en l'administració de l'Estat, com a cap de secció del Gabinet Tècnic del Ministeri de Treball (1964-1968) i Delegat Nacional de la Joventut (1969-1972), labor que va compatibilitzar aquests anys amb la de columnista del diari Pueblo.
A l'octubre de 1971 va ser nomenat procurador en Corts en ser escollit conseller nacional per la província de Sòria. En 1973 va redactar el discurs del president del govern Carlos Arias Navarro de l'anomenat esperit del 12 de febrer.
Director General d'Assistència Social en el Ministeri de la Governació, durant 1976 i part de 1977, fins que va presentar la seva dimissió per poder participar en les primeres eleccions democràtiques com a candidat de UCD partit en el qual s'integra com a membre del sector dels anomenats azules (joves reformistes procedents del franquisme, com Rodolfo Martín Villa).

### Diputat en la democràcia
És un dels set ponents de la Constitució, en formar part de la ponència que la va redactar. Fou elegit diputat per la UCD per la província de Sòria a les eleccions generals espanyoles de 1977, 1979 i 1982. El 1979 va patir un intent de segrest per part d'ETA i com a resultat va rebre un tret a l'estómac. També va ocupar a més els càrrecs de vicepresident tercer del Congrés i secretari general de Relacions amb les Corts.
Després d'abandonar temporalment la política, en 1988 es va reincorporar a aquesta activitat en les files del Partit Liberal de José Antonio Segurado i un any després va advocar activament per la integració d'aquesta formació en el Partit Popular., partit amb el que fou escollit novament diputat per Burgos a les eleccions generals espanyoles de 1989, 1993, 1996 i per Saragossa a les eleccions generals espanyoles de 2000 i 2004. Des de 1990 va formar part de l'Executiva del PP i al maig de 1996 va ser nomenat secretari general del Grup Popular al Congrés, càrrec que va mantenir durant les dues últimes legislatures. El 7 de febrer de 2002 va ser designat, juntament amb el socialista Josep Borrell, representant del Parlament espanyol en la Convenció per a la Reforma Institucional de la UE i va formar part de la Comissió redactora del projecte de Declaració dels Drets Humans de la Unió Europea.
Un any més tard, el 7 d'octubre de 2003 va signar, amb sis altres ponents de la Constitució la denominada "Declaració de Gredos", en suport de la Carta Magna. Va morir a causa d'un càncer a Múrcia el 27 de juliol de 2007.
A més de ser patró de la Fundació per a l'Anàlisi i els Estudis Socials (FAES), estava en possessió de la Gran Creu de l'Orde del Mèrit Civil, la Gran Placa d'Honor i Mèrit de la Creu Roja Internacional i l'Orde del Mèrit Constitucional, a més de la Gran Creu de l'Orde del Dos de Maig de la Comunitat de Madrid a títol pòstum, entre altres guardons.
Malalt de càncer, el dia 2 de novembre de 2006, va sofrir un esvaïment en el Congrés dels Diputats, causat per complicacions pròpies de la malaltia que sofria. Va morir s Múrcia, acompanyat dels seus tres fills, el 27 de juliol de 2007.